# Treckfahrtstief

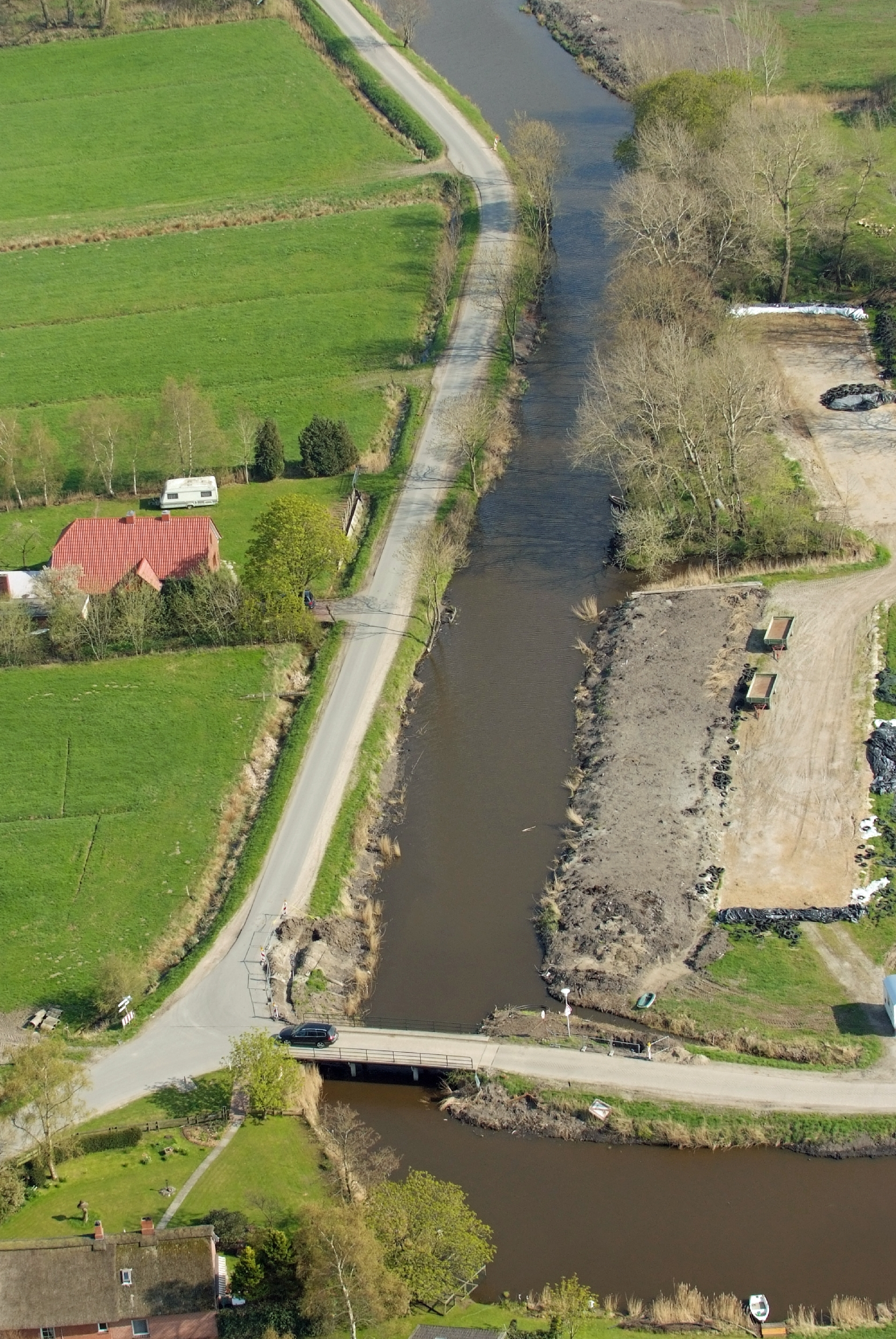
Luftbild des Treckfahrtstiefs bei Emden (2013)

Das Treckfahrtstief ist ein in den Jahren 1798/99 erbauter Kanal zwischen Emden und Aurich in Ostfriesland. Der Wasserweg diente der besseren Anbindung des Verwaltungszentrums Aurich an die Seehafenstadt Emden, die der bedeutendste Umschlaghafen der Region war. Teile des Treckfahrtstiefs sind heute in den im späten 19. Jahrhundert erbauten Ems-Jade-Kanal integriert.

## Vorgeschichte
Bereits im 17. Jahrhundert wurde eine Kanalverbindung zwischen den beiden Städten diskutiert. Um 1670 nahm der niederländische Ingenieur Johann von Honart die ersten Vermessungen vor, jedoch scheiterte das Projekt letztlich an den Kosten, die weder das ostfriesische Grafenhaus noch die Ständeversammlung zu tragen bereit waren. Die Pläne wurden ab 1795 erneut aufgegriffen, als sich in Ostfriesland ein spürbarer wirtschaftlicher Aufschwung bemerkbar machte. Der Schiffsverkehr im Emder Hafen nahm zu, die Einwohnerzahl der Stadt stieg im Jahrzehnt zwischen 1789 und 1799 um rund 1800: von 7943 auf 9799. Mit der 1781 erfolgten Gründung der Sozietät für die Treckschuitenfahrt von Aurich nach Emden wurde das Projekt sowohl von der Emder wie von der Auricher Stadtspitze vorangetrieben. Zu den Initiatoren zählten Bürgermeister Admais, Syndikus de Pottere und Amtmann Schnedermann auf Emder sowie Bürgermeister Reimers, Magistratsmitglied Meier und Magistratssekretär Conring auf Auricher Seite. Nachdem ab 1796 ein Startkapital von 36.000 Reichstalern durch Aktienverkäufe aufgebracht wurde und die Preußische Kriegs- und Domänenkammer das benötigte Land zur Verfügung stellte, konnte mit dem Bau des Kanals begonnen werden.

## Bau und Verkehr
Mit dem Bau wurden die Wasserbauingenieure Tönjes Bley und Nikolaus Franzius beauftragt. Da sie bereits auf frühere Vorarbeiten zurückgreifen konnten und die Finanzierung aufgrund der Konjunkturlage wenig Probleme bereitete, wurde der Kanal in nur zwei Jahren ausgehoben. Betrieben wurde der Schiffsverkehr, der sowohl Personen- wie auch Güterbeförderung umfasste, von der Treckfahrtschutengesellschaft. Sie bezog ihren Namen daher, dass es sich bei den Gefährten um Schuten handelte, also Wasserfahrzeuge ohne eigenständigen Antrieb. Sie wurden vielmehr von Pferden getreidelt, d. h.: die Schuten wurden auf zwei parallelen Wegen neben dem Kanal gezogen. Daraus ergibt sich auch der erste Namensbestandteil, denn ziehen heißt im Ostfriesischen Plattdeutsch trecken.
Die Pläne von Bley und Franzius, den Kanal von Aurich aus weiter nach Osten fortzuführen und somit die ostfriesische Halbinsel vollständig zu durchqueren, kam es in den folgenden Jahrzehnten aufgrund Geldmangels jedoch nicht, dies geschah erst in den 1880er-Jahren durch den Bau des Ems-Jade-Kanals. Der Bau von steinernen Chausseen seit den 1840er-Jahren hatte zur Folge, dass der Transport über das Treckfahrtstief in der Folge stark abnahm. Kutschen nahmen einen immer stärkeren Anteil des Personenverkehrs auf. Der Postverkehr über den Kanal kam ganz zum Erliegen. Die Treckfahrtschutengesellschaft wurde daher in den 1860er-Jahren aufgelöst.
Neben der verkehrlichen Bedeutung als Handelsweg hatte der Kanal aber von Anbeginn eine weitere Funktion: Er verbesserte den Sielzug in den Emder Kanälen. Da der Hafen der Stadt seinerzeit noch nicht über Schleusen zur Ems verfügte, war die Schifffahrt darauf angewiesen, dass der bei jeder Flut auflaufende Schlick durch die Spülkraft des Wassers aus dem Hinterland wieder hinausbefördert wurde. Dabei kam es zum Widerstreit zweier entgegengesetzter Interessen: Während die Stadt Emden und ihre Hafenbetriebe stets an einem möglichst hohen Wasserstand in den Kanälen des Hinterlands interessiert war, sahen die Landwirte in den betroffenen Gebieten die Entwässerung ihrer Flächen als gefährdet an. Den Streit entschied die Hafenwirtschaft jedoch regelmäßig zu ihren Gunsten. Erst mit dem Bau der Nesserlander Schleuse in den 1880er-Jahren trat das Problem der widerstreitenden Interessen in den Hintergrund, da der Hafen seither tideunabhängig ist.

## Verlauf
Der Kanal zweigte vom Stadtgraben in Emden, dem Wasserlauf vor den frühneuzeitlichen Befestigungsanlagen der Stadt, ab und verlief in nordöstlicher Richtung über die Gemarkung der Herrlichkeit Up- und Wolthusen auf das Dorf Marienwehr zu. Dort knickte der Kanal rechtwinklig nach Südosten in Richtung Uphusen ab, um erneut eine scharfe Kurve in Richtung Nordost zu beschreiben. Über die heute zur Gemeinde Ihlow gehörenden Ortschaften Bangstede und Westerende-Kirchloog sowie die heutigen Auricher Stadtteile Rahe und Haxtum führte das Treckfahrtstief schließlich zum Auricher Binnenhafen. Zwischen Uphusen und Aurich entspricht der Kanalverlauf weitestgehend dem heutigen Verlauf des Ems-Jade-Kanals. Teile des Auricher Binnenhafens sind mittlerweile allerdings aufgrund des geringen Frachtverkehrs zugeschüttet.

## Heutige Nutzung

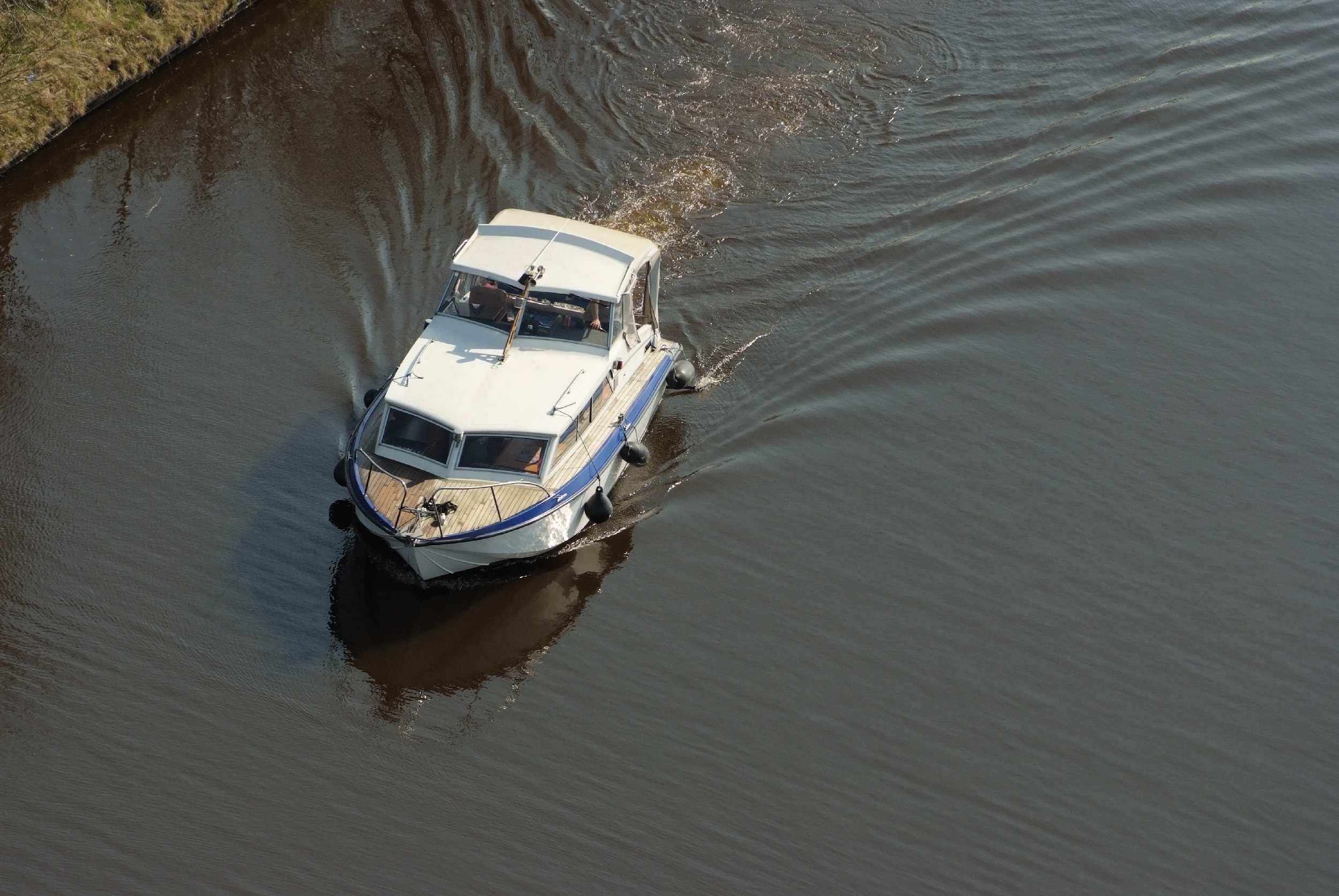
Motorboot auf dem Treckfahrtstief

Der Kanal hat für die kommerzielle Schifffahrt nur noch auf einem Teilabschnitt eine Bedeutung, nämlich auf jenem, der ab dem späten 19. Jahrhundert in den Ems-Jade-Kanal integriert wurde. Der Abschnitt zwischen dem Emder Wall und Uphusen wird heute ausschließlich für die Sportschifffahrt genutzt. Bedeutend ist er in diesem Abschnitt dadurch, dass bei Marienwehr das Kurze Tief in Richtung Kleines Meer abzweigt und diesen Binnensee sowie die am Ufer liegenden Wochenendsiedlungen mit ihren kleinen Marinas an die Stadt und damit an das ostfriesische Wasserstraßennetz anbindet.